# Kałusz
Kałusz (ukr. Калуш) – miasto na Ukrainie, w obwodzie iwanofrankiwskim, siedziba rejonu kałuskiego.
Miasto królewskie lokowane w 1534 roku położone było w XVI wieku w województwie ruskim. Następnie znajdowało się w zaborze austriackim (Galicja) od 1772 do 1918 roku. Powróciło do Polski po upadku Austro-Węgier, na krótko znajdując się pod administracją ZUNR (listopad 1918 – marzec 1919), od 1939 roku pod okupacją radziecką, 1941 – niemiecką, 1945 – na powrót radziecką, od 1991 – pod administracją ukraińską.
Znajduje tu się stacja kolejowa Kałusz, położona na linii Stryj – Iwano-Frankiwsk (odcinek dawnej Galicyjskiej Kolei Transwersalnej). W mieście rozwinął się przemysł maszynowy.

## Historia

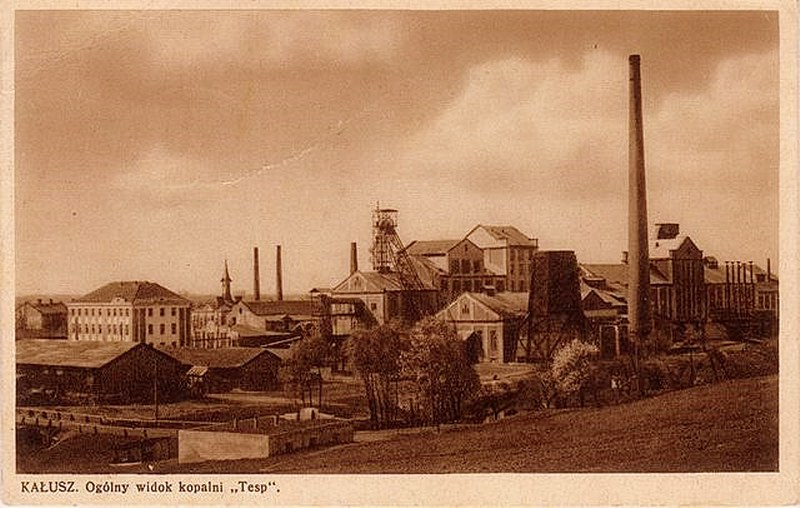
Kopalnia soli potasowych w Kałuszu, pocztówka, ok. 1930

W roku 1469 król Kazimierz Jagiellończyk ufundował w leżącej w dobrach królewskich wsi Kałusz katolicki kościół parafialny. W 1549 roku na polecenie króla Zygmunta Augusta hetman wielki koronny Mikołaj Sieniawski lokował w tym miejscu miasto. Cztery lata później Zygmunt August za zasługi nadał Kałusz i przyległości hetmanowi Sieniawskiemu i jego potomkom w linii męskiej. Miasto w tym czasie było ośrodkiem wydobycia soli, nawiązuje do tego herb miasta przedstawiający poza literą K i półksiężycem 3 bałwany soli. W 1595 roku liczące około 55 domów miasto złupili Turcy. Tu też rozegrały się zwycięskie bitwy wojsk polskich: hetmana Jana Sobieskiego z Tatarami Selim Gereja w 1672 i Andrzeja Potockiego z Turkami w 1675 roku. Miasto rozwijało się do roku 1770, gdy wyludniła je zaraza. W 1782 roku miasto zajęli Austriacy.
W 1905 otwarto nowy szpital w Kałuszu.
W II Rzeczypospolitej stolica powiatu w województwie stanisławowskim. W 1914 roku pobudowano w Kałuszu nowoczesną kopalnię eksploatacji soli potasowych i kainitu, która jednak – ze względu na wybuch pierwszej wojny światowej – produkcję rozpoczęła dopiero po odzyskaniu przez Polskę niepodległości. W 1922 roku otwarto siostrzaną kopalnię w Stebniku koło Drohobycza.

### II wojna światowa
II wojna światowa wstrząsnęła życiem mieszkańców Kałusza, wśród których przeważali górnicy, kupcy, rzemieślnicy. Sowieci zajęli miasto 21 września 1939 roku, a w 1940 wywieźli w głąb Rosji polskich mieszkańców miasta. Po wybuchu wojny sowiecko-niemieckiej miasto przeszło pod okupację niemiecką. W październiku 1941 roku Niemcy dokonali morderstw tysięcy Żydów z Kałusza i okolic, a w kwietniu 1942 roku wywieźli z miejscowego getta pozostałych do obozu w Bełżcu lub przenieśli ich (w sierpniu) do obozu w Stanisławowie. Zaciąg Ukraińców do niemieckiej dywizji SS Galizien organizował w Kałuszu Ukrainiec Izydor Pigulak. 3 listopada 1943 roku Niemcy rozstrzelali w Kałuszu 18 ukraińskich uczniów szkoły handlowej, a 6 maja 1944 roku 42 innych Ukraińców. 
W latach 1941–1945 z rąk nacjonalistów ukraińskich z OUN-UPA zginęło 50 Polaków, w tym ks. Jan Ciapała ze zgromadzenia orionistów. Kałusz został 24 lipca 1944 r. wyzwolony przez 11 Karpacką Dywizję Piechoty AK w ramach Akcji Burza. W roku 1945 po wytyczeniu nowych granic, polskich mieszkańców Kałusza przymusowo przesiedlono do Polski w jej nowych granicach, w tym wielu do Gryfina. 

## Zabytki
- zamek[10] – w 1661 r. odnotowano istnienie niewielkiego zamku otoczonego wałem;
- zamek w Chocinie[11][12];
- ratusz;
- kościół św. Walentego - murowany, neogotycki, z wieżą, zbudowany w 1841 r. na miejscu dawnego, drewnianego, konsekrowany w 1842 r., rozbudowany w 1912 r., zamknięty w 1945 r., oddany katolikom w 1999 r., wyremontowany przez ks. Krzysztofa Panasowca i parafian, rekonsekrowany w 2008 r.[13][14] Obraz Matki Bożej Królowej Korony Polskiej, namalowany przez Stanisława Batowskiego-Kaczora dla świątyni kałuskiej i wywieziony po II wojnie światowej, znajduje się obecnie w kościele pw. Narodzenia NMP w Gryfinie[15];
- cerkiew Ofiarowania Pańskiego;
- dom kultury;
- cmentarz żydowski[16].

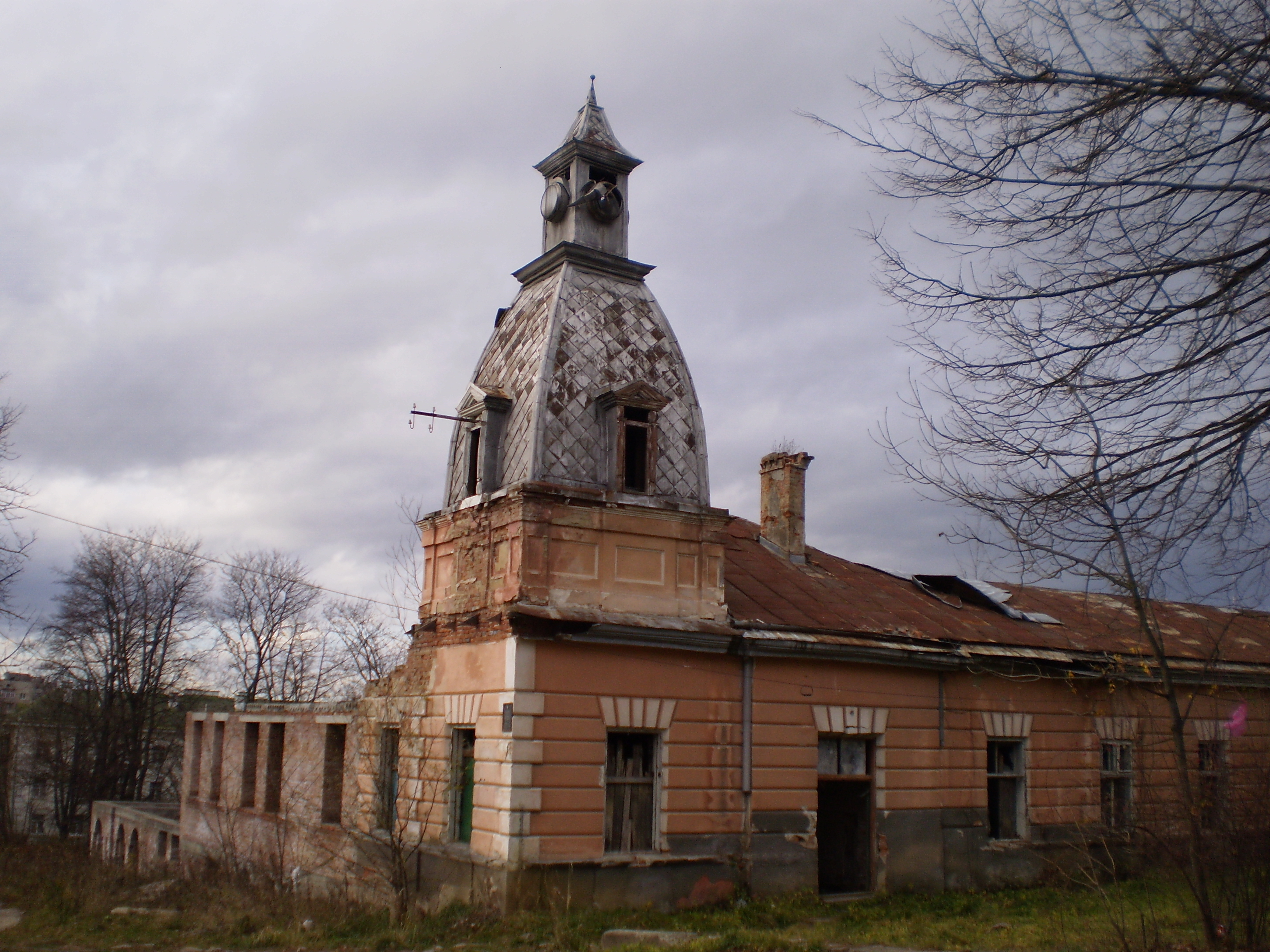
Ratusz
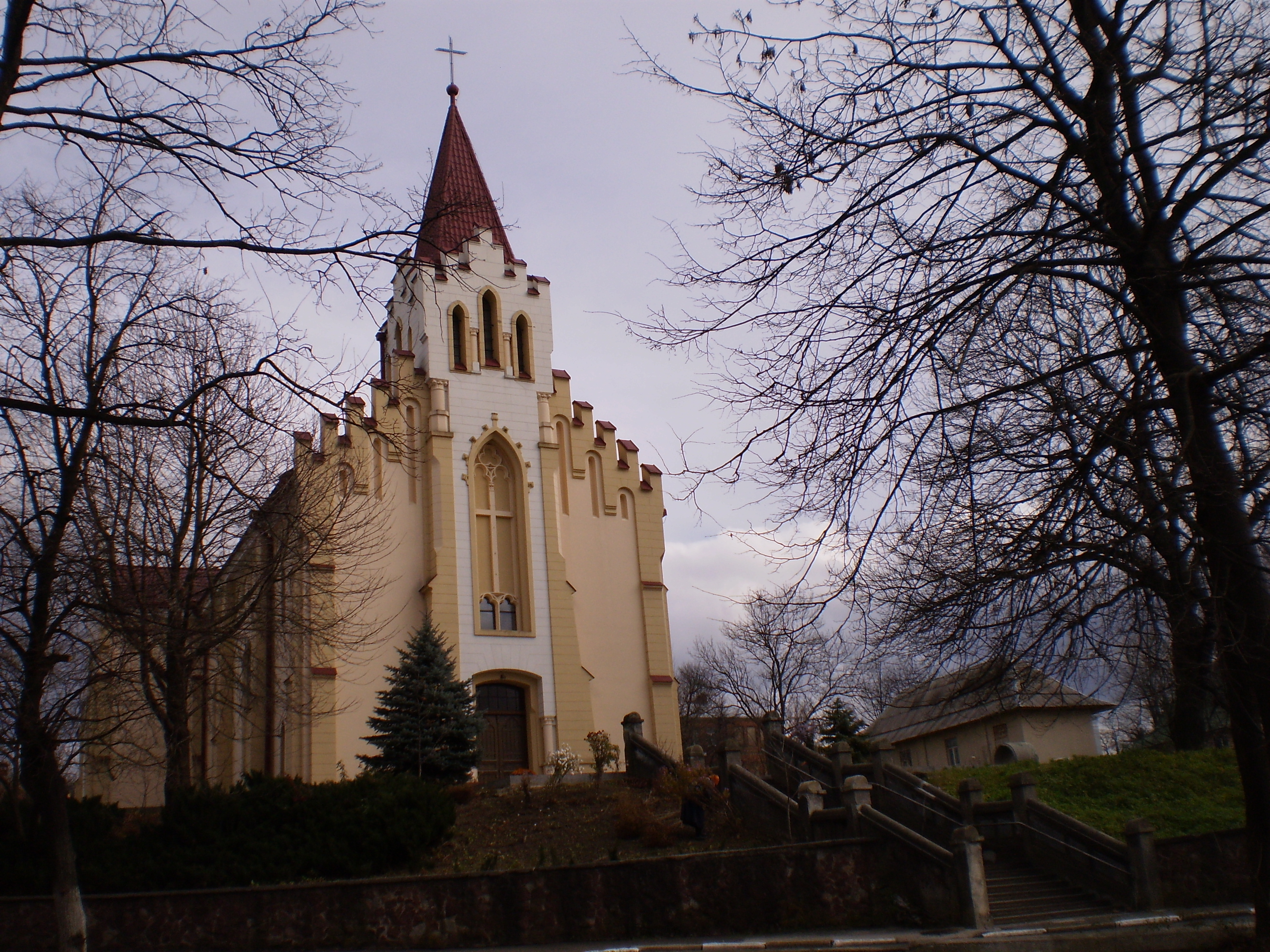
Kościół św. Walentego
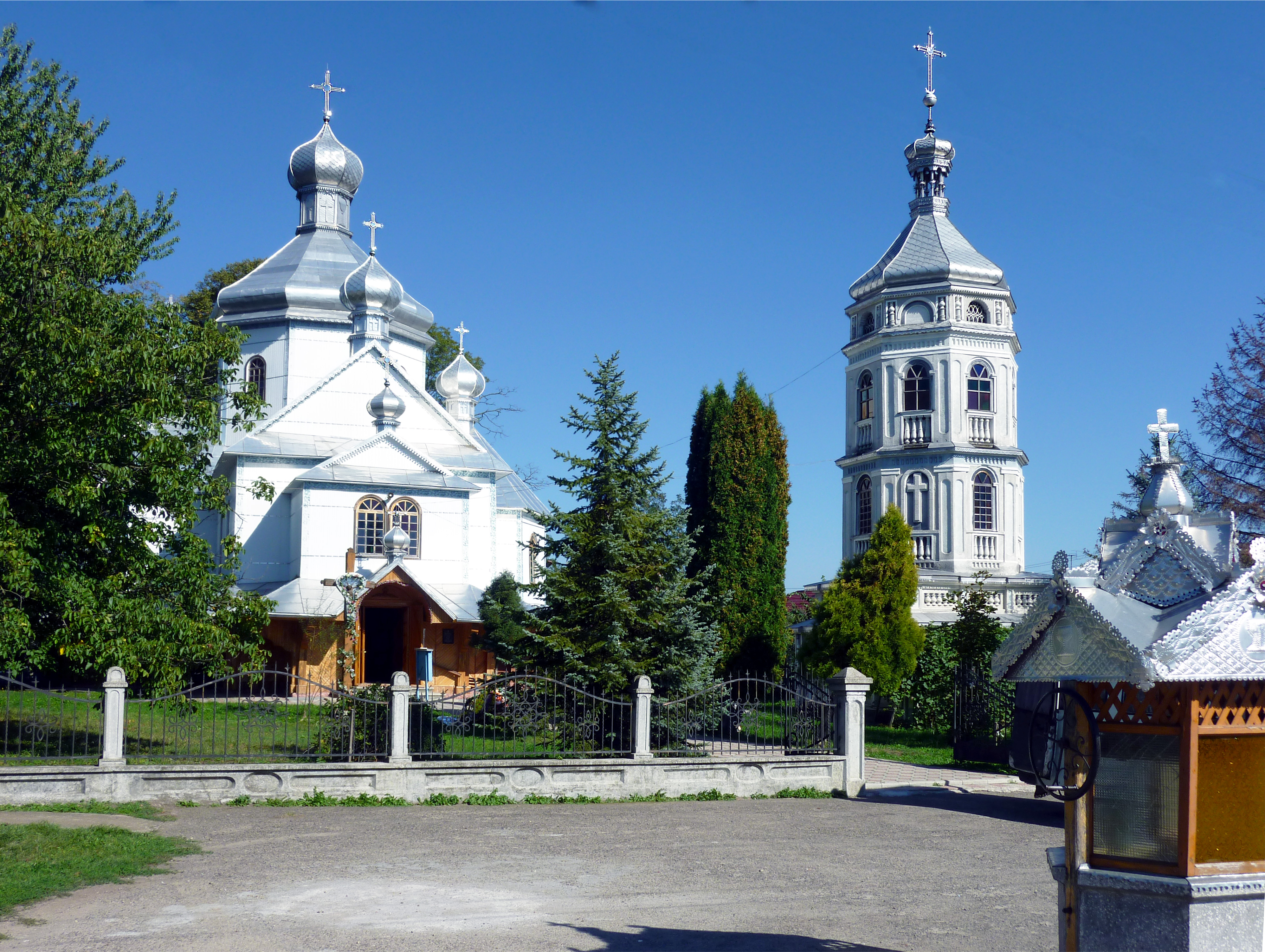
Cerkiew Ofiarowania Pańskiego
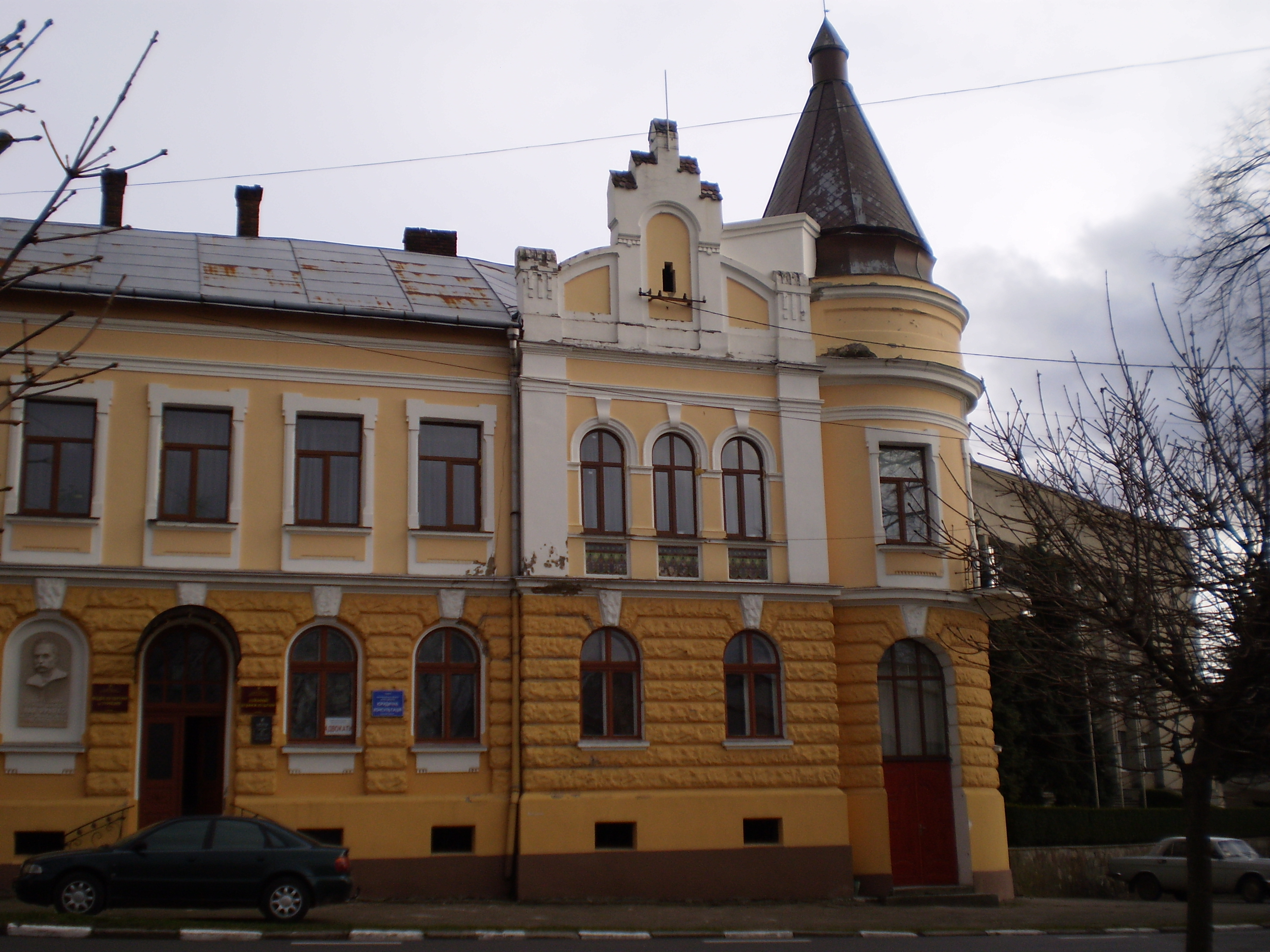
Dom kultury
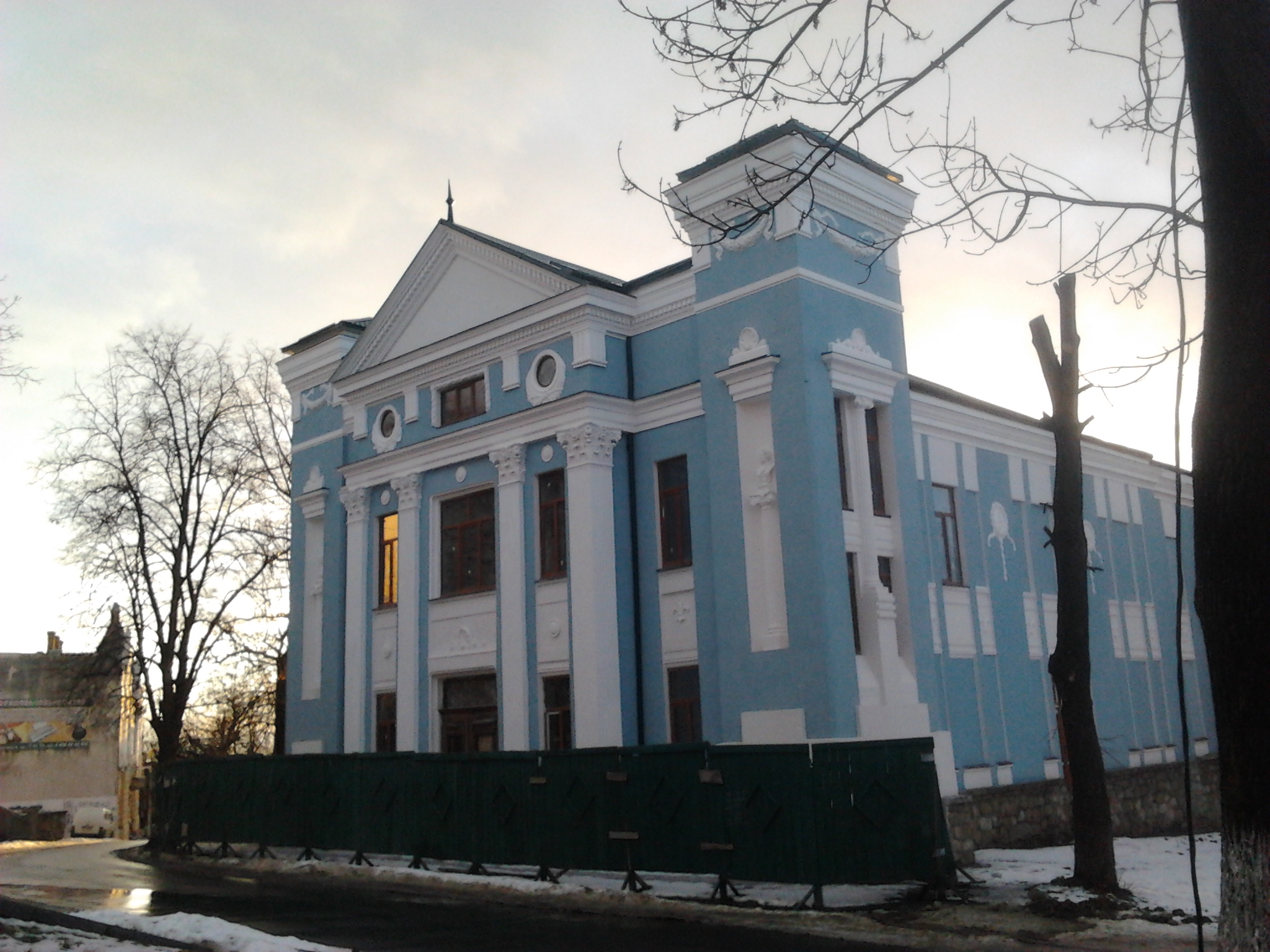
Siedziba Rady Miejskiej

## Sport
Do 1939 w mieście działał polski klub piłkarski TESP Kałusz. Współcześnie mieści się tu klub FK Kałusz.

## Ludzie związani z miastem
- Hryhorij Cehłynski – ukraiński działacz społeczny, pedagog i pisarz, urodzony w Kałuszu
- Wasyl Fedoryszyn – ukraiński zapaśnik w stylu wolnym, urodzony w Kałuszu
- Leopold Hauser – polski prawnik, działacz społeczny, poeta, urodzony w Kałuszu,
- Jurij Izdryk – ukraiński pisarz, poeta, eseista i tłumacz, urodzony w Kałuszu
- Emil Krcha – polski malarz, postimpresjonista, urodzony w Kałuszu,
- Juliusz Majerski – polski malarz, abstrakcjonista, urodzony w Kałuszu,
- Stanisław Podgórski – polski malarz, pejzażysta, urodzony w Kałuszu,
- Ołeh Psyuk – ukraiński raper, członek zespołu Kalush, urodzony w Kałuszu,
- Bolesław Wilhelm Pytel  – pułkownik piechoty Wojska Polskiego, urodzony w Kałuszu,
- Bohdan Rubczak – ukraiński poeta i literaturoznawca, urodzony w Kałuszu
- Franciszek Jan Smolka – polski prawnik, działacz społeczny, prezydent parlamentu Austro-Węgier; twórca Kopca Unii Lubelskiej (Lwów), urodził się w Kałuszu w 1810 r.,
- Jonasz Stern – polski malarz, grafik i pedagog, urodzony w Kałuszu,
- Baltazar Szopiński – polski prawnik, kolekcjoner dzieł tatrzańskich, zmarły w Kałuszu.

### Sprawiedliwi wśród Narodów Świata(ratujący Żydów w Kałuszu):
Na ukraińskiej liście Sprawiedliwych:
- Josyp, Michalina i Jan Dowbenkowie (rodzina polsko-ukraińska)[17][18][19][20]
- Tekla Korba[21]
- Mykoła, Jewdokija i Andrij Pankowyczowie[22][23][24][25]

Na polskiej liście Sprawiedliwych:
- Zachariasz i Bronisława Płaksejowie oraz Paulina Kisielewska z d. Płaksej (córka)[26][27]

## Pobliskie miejscowości
- Halicz
- Rożniatów
- Iwano-Frankiwsk
- Wojniłów

## Miasta partnerskie
- Bačka Palanka
- Grand Prairie
- Gorlice, Polska
- Kędzierzyn-Koźle, Polska